# Un héros de notre temps (film, 1955)
Pour les articles homonymes, voir Un héros de notre temps.
Pour plus de détails, voir Fiche technique et Distribution.
Un héros de notre temps (Un eroe dei nostri tempi) est un film italien réalisé par Mario Monicelli, sorti en 1955.

## Synopsis
Alberto Menichetti (Alberto Sordi) vit avec sa tante et sa vieille bonne à Rome. Il travaille dans l’entreprise de Vedova De Ritis (Franca Valeri), une séduisante veuve qui est secrètement amoureuse de lui. Mais Alberto est attiré par Marcella (Giovanna Ralli), une jeune coiffeuse de son quartier. Ne sachant que décider, il s'engage dans l'armée italienne.

## Fiche technique
- Titre : Un héros de notre temps
- Titre original : Un eroe dei nostri tempi
- Réalisation : Mario Monicelli
- Scénario : Rodolfo Sonego et Mario Monicelli
- Photographie : Tino Santoni
- Montage : Adriana Novelli
- Musique : Nino Rota
- Décors : Antonio Fratalocchi
- Costumes : Giulia Mafai (it)
- Producteur : Franco Cristaldi
- Société de production : Vides Cinematografica
- Distribution : Titanus
- Pays de production :  Italie
- Langue : Italien
- Format : Noir et blanc — 35 mm — 1,37:1 — Son : Mono
- Genre : Comédie à l’italienne
- Durée : 85 minutes (1 h 25)
- Date de sortie :
  - Italie : 1955

## Distribution
- Alberto Sordi: Alberto Menichetti
- Franca Valeri: Vedova De Ritis, la patronne
- Giovanna Ralli: Marcella
- Tina Pica: Clotilde
- Mario Carotenuto: Gustavo
- Leopoldo Trieste: Aurelio
- Alberto Lattuada: le directeur
- Carlo Pedersoli: Fernando
- Pina Bottin (it) : une secretaire
- Lina Bonivento : tante Giovanna
- Mino Doro: Professeur Bracci
- Giulio Calì: le muet
- Paolo Ferrara : un commissaire
- Jone Frigerio : la tante
- Ciccio Barbi : un employé
- Mario Meniconi : l’homme près de la rivière
- Nino Vingelli: un brigadier
- Lea Migliorini : la nièce
- Carlo Mazzarella (it): un journaliste
- Paola Quagliero : une sténo
- Giorgio Berti : un épicier
- Vera Valentini : une sténo
- Pietro Carloni
- Anita Durante